# Comuna Mîhailîkî, Șîșakî
Mîhailîkî (în ucraineană Михайлики) este o comună în raionul Șîșakî, regiunea Poltava, Ucraina, formată din satele Harenkî, Mîhailîkî (reședința) și Porskalivka.

## Demografie
Componența lingvistică a comunei Mîhailîkî
     Ucraineană (95,45%)
     Rusă (2,07%)
     Alte limbi (0,17%)
Conform recensământului din 2001, majoritatea populației comunei Mîhailîkî era vorbitoare de ucraineană (95,45%), existând în minoritate și vorbitori de rusă (2,07%).